# Élections générales espagnoles de 1839
Les élections générales espagnoles de 1839 sont les élections à Cortès célébrées en Espagne le 24 juillet 1839, à la fin de la régence de Marie-Christine de Bourbon, au suffrage censitaire masculin.

## Résultats au Congrès des députés
| Parti | Parti              | Tendance                 | Sièges | %      | Voix | % |           | Différence |
| ----- | ------------------ | ------------------------ | ------ | ------ | ---- | - | --------- | ---------- |
|       | Parti progressiste | Libéralisme démocratique | 115    | 47,72% | -    | - | 115 / 241 | 56         |
|       | Parti modéré       | Libéralisme doctrinaire  | 28     | 11,62% | -    | - | 28 / 241  | 60         |
|       | Autres             |                          | 98     | 40,66% | -    | - | 98 / 242  | 4          |
| Total | Total              |                          | 241    | 100%   | -    | - | 241 / 241 |            |